# Вудбері (Міннесота)
Вудбарі (англ. Woodbury) — місто (англ. city) в США, в окрузі Вашингтон штату Міннесота. Населення — 75 102 особи (2020).

## Географія
Вудбарі розташоване за координатами 44°54′23″ пн. ш. 92°55′25″ зх. д. / 44.90639° пн. ш. 92.92361° зх. д. (44.906283, -92.923703).  За даними Бюро перепису населення США в 2010 році місто мало площу 92,08 км², з яких 89,95 км² — суходіл та 2,14 км² — водойми.

### Клімат
| Клімат : Вудбарі                                                                            | Клімат : Вудбарі | Клімат : Вудбарі | Клімат : Вудбарі | Клімат : Вудбарі | Клімат : Вудбарі | Клімат : Вудбарі | Клімат : Вудбарі | Клімат : Вудбарі | Клімат : Вудбарі | Клімат : Вудбарі | Клімат : Вудбарі | Клімат : Вудбарі | Клімат : Вудбарі |
| Показник                                                                                    | Січ.             | Лют.             | Бер.             | Квіт.            | Трав.            | Черв.            | Лип.             | Серп.            | Вер.             | Жовт.            | Лист.            | Груд.            | Рік              |
| Середній максимум, °C                                                                       | −5               | −1,1             | 5,6              | 14,4             | 21,7             | 26,1             | 28,3             | 27,2             | 22,2             | 15,0             | 5,0              | −2,8             | 13,1             |
| Середній мінімум, °C                                                                        | −14,4            | −10,6            | −4,4             | 2,2              | 8,9              | 14,4             | 17,2             | 16,1             | 11,1             | 4,4              | −3,3             | −11,1            | 2,6              |
| Норма опадів, мм                                                                            | 26               | 20               | 49               | 65               | 95               | 126              | 112              | 111              | 81               | 64               | 53               | 26               | 828              |
| ------------------------------------------------------------------------------------------- | ---------------- | ---------------- | ---------------- | ---------------- | ---------------- | ---------------- | ---------------- | ---------------- | ---------------- | ---------------- | ---------------- | ---------------- | ---------------- |
| Джерело: http://www.weather.com/outlook/health/fitness/wxclimatology/monthly/graph/USMN0831 |                  |                  |                  |                  |                  |                  |                  |                  |                  |                  |                  |                  |                  |

## Демографія
Згідно з переписом 2010 року, у місті мешкала 61 961 особа в 22 594 домогосподарствах у складі 16 688 родин. Густота населення становила 673 особи/км².  Було 23568 помешкань (256/км²).
Расовий склад населення:
| - 81,4 % — білих - 9,1 % — азіатів - 5,6 % — чорних або афроамериканців - 0,3 % — корінних американців - 1,0 % — осіб інших рас |

До двох чи більше рас належало 2,5 %. Частка іспаномовних становила 3,8 % від усіх жителів.
За віковим діапазоном населення розподілялося таким чином: 29,6 % — особи молодші 18 років, 62,1 % — особи у віці 18—64 років, 8,3 % — особи у віці 65 років та старші. Медіана віку мешканця становила 35,6 року. На 100 осіб жіночої статі у місті припадало 93,1 чоловіків;  на 100 жінок у віці від 18 років та старших — 89,2 чоловіків також старших 18 років.
Середній дохід на одне домашнє господарство  становив 120 015 доларів США (медіана — 99 698), а середній дохід на одну сім'ю — 137 225 доларів (медіана — 113 889). Медіана доходів становила 79 172 долари для чоловіків та 56 561 долар для жінок. За межею бідності перебувало 3,5 % осіб, у тому числі 2,8 % дітей у віці до 18 років та 4,2 % осіб у віці 65 років та старших.
Цивільне працевлаштоване населення становило 35 183 особи. Основні галузі зайнятості: освіта, охорона здоров'я та соціальна допомога — 23,2 %, виробництво — 14,8 %, фінанси, страхування та нерухомість — 12,9 %, науковці, спеціалісти, менеджери — 11,6 %.